# 867
867 (DCCCLXVII) fue un año común comenzado en miércoles del calendario juliano, en vigor en aquella fecha.

## Acontecimientos
- Nuevo cisma de la Iglesia de Oriente a causa del proceso contra Focio, Patriarca de Constantinopla.
- Adriano II sucede a San Nicolás I como papa.
- Los vikingos invaden Gran Bretaña

## Fallecimientos
- 13 de noviembre - Nicolás I, papa.
- Miguel III, emperador bizantino.